# Stirling Moss
Pour les articles homonymes, voir Moss.
Temple international de la renommée du sport automobile 1990
Sir Stirling Craufurd Moss, plus connu sous le nom de Stirling Moss, né le 17 septembre 1929 dans le quartier de West Kensington et mort le 12 avril 2020 dans le quartier de Mayfair tous deux situés dans la ville de Londres, est un pilote automobile britannique qui a couru en Formule 1 de 1951 à 1962.
Considéré comme l'un des plus grands pilotes de l'histoire de son sport, Stirling Moss n'est jamais parvenu à conquérir le titre mondial des conducteurs, ce qui lui vaut d'être surnommé le « champion sans couronne ». Vainqueur de seize Grands Prix, il figure au premier rang des pilotes qui n'ont jamais gagné le titre en nombre de victoires et, dans un classement des 50 meilleurs pilotes de l'histoire de la Formule 1 établi en 2009, The Times le place en septième position, juste derrière l'Argentin Juan Manuel Fangio qui remporta cinq titres, derrière lequel il fut à trois reprises vice-champion du monde, en 1955, 1956 et 1957.
Stirling Moss compte également de nombreuses victoires en catégorie Sport (dont une retentissante victoire aux Mille Miglia en 1955). Très éclectique, il courut encore en rallyes : il est l'un des trois pilotes à avoir conquis une Coupe d'or dans la Coupe des Alpes (attribuée au pilote ayant obtenu la Coupe des Alpes trois années consécutives, en 1952, 1953, et 1954 pour son cas personnel). Il termine aussi second du Tour de France automobile en 1956 et quatrième en 1957.

## Biographie

### 1948-1951: les débuts
Né dans une famille financièrement aisée, Stirling Moss est très tôt plongé dans les sports mécaniques. Son père Alfred est un ancien pilote amateur (il a profité durant ses études de dentiste d'un stage dans l'Indiana pour participer aux 500 miles d'Indianapolis 1924), quant à sa mère Aileen, elle dispute régulièrement des épreuves de maniabilité. Pourtant, lorsqu'à 17 ans et le permis de conduire en poche, Stirling manifeste à son tour le désir de faire de la compétition, il se heurte à l'opposition de ses parents. Sa sœur cadette Pat deviendra quant à elle quintuple championne d'Europe des rallyes.
En 1947, précoce, il arrive à décrocher le Junior Car Club Rally, sur BMW 328 1 971 cm3, grâce à ses premières places aux tests de départ puis de conduite.
En 1948, alors qu'il est âgé de 19 ans, Stirling parvient enfin à réveiller la passion de la course automobile chez son père, qui accepte de guider ses premiers pas en compétition en l'aidant à préparer une Cooper-Jap 500 cm3. À son volant, Stirling remporte sa toute première épreuve, une course de côte. Peu de temps après, il brille également dans des épreuves sur circuit.
En 1949, les Moss père et fils achètent une nouvelle Cooper, que Stirling pilote alternativement en Formule 3 et en Formule 2. Malgré des résultats irréguliers (citons quand même sa victoire en F3 en lever de rideau du Grand Prix de Grande-Bretagne à Silverstone) le style du jeune Stirling impressionne les observateurs. En 1950, il est ainsi recruté par la petite écurie britannique HWM de John Heath et George Abecassis, qui l'engage simultanément en Formule 2 et en Formule Libre, des disciplines dans lesquelles il commence à se frotter aux meilleurs pilote de l'époque et à soigner sa réputation de grand espoir. Parallèlement, il continue de piloter en Formule 3 sur sa Cooper-Jap, ce qui lui vaut de se mettre à nouveau en évidence devant le petit monde de la Formule 1, en remportant cette fois le GP de Monaco F3. En fin d'année, il réalise également son premier grand coup d'éclat en catégorie « sport » en remportant sous la pluie de Dundrod (Ulster) le prestigieux Tourist Trophy au volant d'une Jaguar privée.
Devenu un pilote de plus en en plus sollicité, Stirling Moss est engagé sur tous les fronts lors de la saison 1951 : en F3 chez Kieft, en sport chez Jaguar qui a fait de lui un pilote officiel et en F2 chez HWM. C'est d'ailleurs au volant de la HWM F2 que Moss participe à ses premiers Grand Prix de Formule 1 (des GP hors-championnat pour la plupart), où il doit déployer tout son talent pour parvenir à tenir le rythme des F1, plus puissantes que sa F2. Sa première apparition dans un Grand Prix du championnat du monde a lieu sur l'exigeant tracé de Bremgarten, cadre du Grand Prix de Suisse, le 27 mai 1951, au volant d'une HWM.

### 1952-1953: un patriotisme peu productif
Sollicité pour le championnat du monde 1952 par Enzo Ferrari en personne, le très patriote Stirling Moss préfère poursuivre son ascension au sein d'écuries britanniques, pourtant moins performantes que leurs rivales italiennes. Il se laisse ainsi tenter en Formule Libre par l'audacieux projet BRM V16 et en Formule 1 (disputé selon la réglementation F2) par ERA puis par Connaught. Mais dans les deux cas, les résultats ne seront pas au rendez-vous. Son passage en 1953 chez Cooper-Alta n'est guère plus brillant. Ces années ne seront récompensées que par l'attribution de Coupes des Alpes, en tant que rallyman cette-fois.

### 1954: révélation chez Maserati
Pour la saison 1954, constatant l'impasse dans laquelle le conduit son attachement aux médiocres équipes britanniques, Moss se résout à acheter une Maserati F1. En faisant régulièrement jeu égal en performance pure avec les Maserati officielles, théoriquement plus véloces, il s'affirme comme la révélation de l'année, même si le manque de fiabilité de sa monture ne lui permet pas de concrétiser en course (sa troisième place à Spa sera son seul résultat notable en championnat). Au fil de la saison, l'usine Maserati prête un intérêt grandissant aux prestations du jeune anglais, au point de faire de lui un pilote officiel en fin d'année, à la suite de la mort de l'espoir argentin Onofre Marimón. À Monza, malgré un « énième » abandon, il s'affirme plus que jamais comme un futur grand de la F1 : avant de devoir renoncer sur fuite d'huile, il était en tête de la course, devant l'invincible Mercedes de Fangio. L'exploit n'échappe pas à Mercedes, qui décide de faire de lui l'équipier de Fangio pour la saison suivante.

### 1955-1957: dans l'ombre de Fangio

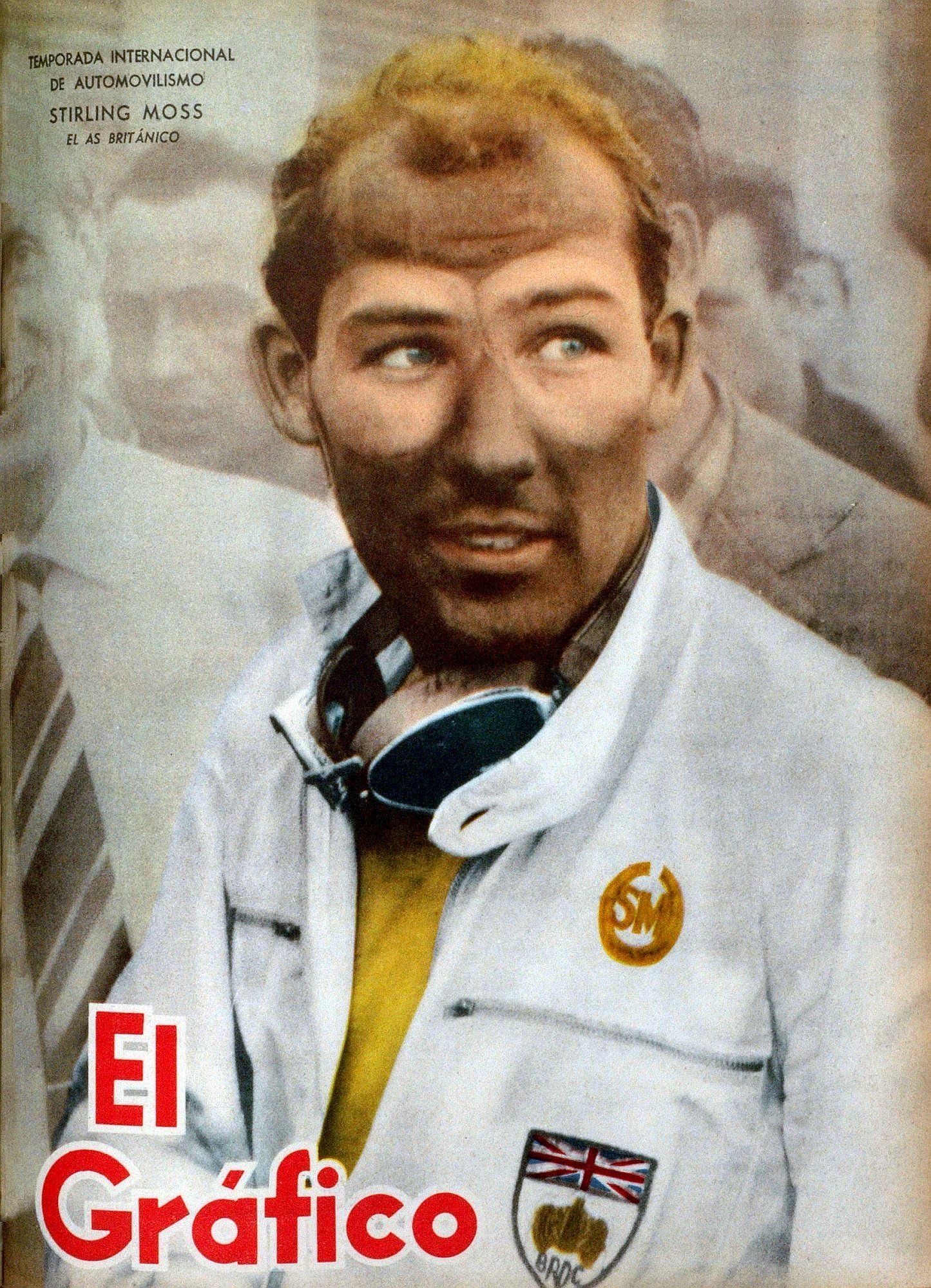
Stirling Moss en 1956.

Sans véritable opposition (si ce n'est la prometteuse Lancia D50, mais la firme italienne, en proie à de grandes difficultés financières renoncera peu après la mort de son pilote Alberto Ascari fin mai), les Mercedes W196 survolent les débats en 1955. Mais en interne, Moss se heurte la plupart du temps à un os en la personne de son coéquipier Fangio, qui accumule les victoires. Il ne parvient à devancer son chef de file que lors du Grand Prix de Grande-Bretagne à Aintree, où il décroche sa première victoire en championnat du monde. Malgré les dénégations de Fangio qui n'aura de cesse de répéter que Moss était ce jour-là le plus fort, il subsistera toujours un doute quant au déroulement de cette course : Fangio a-t-il tout fait pour battre son loyal équipier et le priver de son premier succès en F1, qui plus est à domicile ? Moss termine le championnat du monde (amputé de plusieurs épreuves à la suite du drame des 24 Heures du Mans) à la deuxième place finale derrière Fangio.
En 1955, Stirling Moss est également engagé par Mercedes dans les épreuves de type sport, pour le meilleur comme pour le pire. Le meilleur lors de sa victoire au Mille Miglia, où il signe le record absolu de l'épreuve au terme d'une fabuleuse épopée de plus de dix heures, sur 1 597 km. Son navigateur, le journaliste Denis Jenkinson, en profitera pour réaliser un reportage devenu aujourd'hui un grand classique de la littérature sportive. Mais le pire lors des 24 Heures du Mans, où il est en tête de l'épreuve avec Fangio lorsqu'il reçoit de la direction de Mercedes l'ordre de se retirer de l'épreuve : quelques heures plus tôt, une autre Mercedes, pilotée par Pierre Levegh, s'est écrasée sur un talus séparant la piste des tribunes. Plus de 80 personnes ont été tuées par des éléments de la Mercedes (notamment le moteur, le train-avant et le capot) projetés dans le public.
Mercedes ayant décidé d'abandonner la compétition à l'issue de la saison 1955, Stirling Moss retourne chez Maserati pour le championnat du monde de F1 1956, où il est présenté comme le principal outsider de Fangio (passé chez Ferrari, qui a récupéré les Lancia D50). Malheureux en Argentine (une casse moteur alors qu'il est en tête l'oblige à céder la victoire à Fangio), il prend sa revanche à Monaco, où il signe sa deuxième victoire en championnat du monde au terme d'une démonstration de pilotage. Auteur ce jour-là d'une course brouillonne, le « maestro » Fangio ne peut que s'incliner face à son ancien « élève ». Mais une série de mauvais résultats, imputable à des soucis mécaniques, lui fait perdre le contact au championnat avec les pilotes Ferrari (Fangio et Collins). Sa belle fin de saison (2e place en Allemagne et victoire en Italie) n'y change rien et il termine comme l'année précédente à la deuxième place du championnat derrière Fangio.
L'émergence d'une équipe britannique de qualité (en l'occurrence Vanwall) permet à Stirling Moss de revenir défendre les couleurs nationales. Mais sa saison est perturbée par la mise au point plus longue que prévu de la VW4, ainsi que par une sinusite qui l'oblige à déclarer forfait pour le Grand Prix de France. Son championnat ne débute réellement qu'avec sa victoire à Aintree, sur la voiture partagée avec son coéquipier Tony Brooks, mais il est déjà trop tard pour espérer jouer le titre. Pour l'honneur, il remporte les deux dernières manches de la saison, ce qui lui permet de terminer vice-champion du monde derrière Fangio pour la troisième année consécutive.

### 1958-1961: les occasions ratées

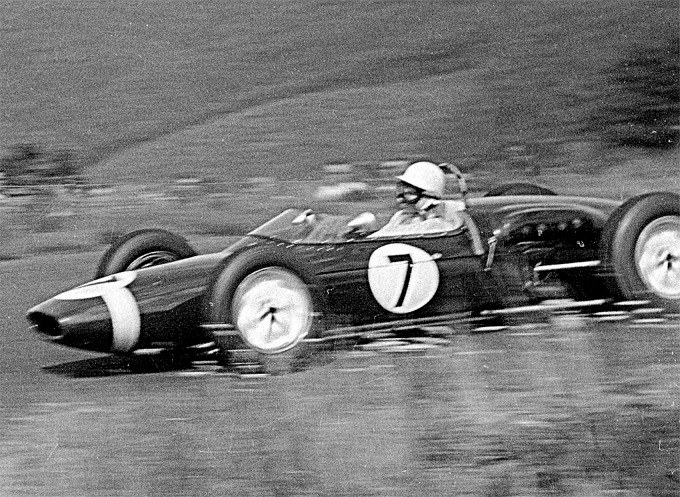
Stirling Moss sur la Lotus Climax du Rob Walker Racing Team remporte le GP d'Allemagne au Nürburgring en 1961.

Toujours chez Vanwall en 1958, Stirling Moss est mis dans l'embarras par le forfait de son équipe lors du premier Grand Prix de la saison en Argentine (un forfait « politique », Vanwall et les écuries officielles britanniques entendant protester contre le changement tardif du règlement sur le carburant). Pour défendre ses chances au championnat, il obtient le droit de s'inscrire sur une Cooper privée de l'écurie de Rob Walker. Curiosité, il s'agit d'une voiture dont le moteur Climax est situé derrière le pilote. Auteur d'essais quelconques, Stirling Moss crée la sensation le jour de la course en optant pour une stratégie non-stop et en s'imposant devant tous les favoris. Il s'agit d'une victoire historique : la toute première d'une monoplace à moteur arrière en Formule 1. De retour sur la Vanwall à partir du Grand Prix de Monaco, il est victime du manque de fiabilité chronique des voitures vertes et voit son brio souvent mal récompensé. Alternant victoires et abandons, Moss domine la F1 sans parvenir à prendre le large au championnat et se voit notamment menacé par le régulier Mike Hawthorn, sur Ferrari. Moss est pénalisé par le manque de fiabilité de la Vanwall mais également par son fair-play exemplaire : au Grand Prix du Portugal, antépénultième manche de la saison, il laisse volontairement passer une occasion de prendre le large au championnat en témoignant auprès des officiels en faveur de Hawthorn, classé deuxième derrière lui mais initialement disqualifié pour une manœuvre litigieuse (pour repartir après à un tête à queue, Hawthorn avait dû brièvement emprunter la piste à contre sens). Un abandon en Italie lui fait perdre la tête du classement général et sa victoire au Maroc (la quatrième de la saison) est insuffisante pour revenir sur Hawthorn, auteur à Casablanca d'une course bien terne, mais sauvée par les consignes d'équipe en sa faveur (son équipier Phil Hill lui a offert la 2e place, synonyme de titre mondial pour un petit point d'avance sur Moss).
Usé par des problèmes de santé et très marqué par la mort de Stuart Lewis-Evans (l'un des coéquipiers de Moss) lors du Grand Prix du Maroc, Tony Vanderwell, le propriétaire de Vanwall, annonce qu'il se retire du championnat, obligeant le quadruple vice-champion du monde à trouver un nouveau volant. Convaincu que le moteur arrière est la solution, Moss s'engage avec Cooper, mais au sein de l'écurie privée de Rob Walker et non de l'équipe officielle. La Cooper Walker se distingue essentiellement de la Cooper officielle par l'utilisation d'une boîte de vitesses différente, de marque Colotti. Mais lors des deux premières manches de la saison, Moss est par deux fois victime d'une rupture de sa boîte de vitesses alors qu'il était en tête.
Dépité, Stirling Moss quitte Rob Walker pour rejoindre l'équipe British Racing Partnership dont le propriétaire n'est autre que son propre père Alfred Moss. Après deux apparitions sur la BRM du BRP (accident à Reims et 2e place à Aintree), il retourne chez Rob Walker à l'occasion du Grand Prix d'Allemagne, disputé sur l'AVUS. Malgré les promesses de Rob Walker, il constate, hélas, que les problèmes de la boîte Colotti sont loin d'être résolus puisque sa transmission casse dès le début de la course. Le sort cesse de s'acharner sur lui à partir du Grand Prix du Portugal, que Moss domine de la tête et des épaules. Il signe à Monza une nouvelle victoire qui lui permet de conserver d'infimes espoirs d'être titré au Grand Prix des États-Unis, ultime manche de la saison. Mais à Sebring, un énième bris de sa boîte Colotti offre définitivement le titre à Jack Brabham, sur la Cooper officielle.
Fidèle à Rob Walker malgré les ennuis à répétition de la saison 1959, Stirling Moss attaque la saison 1960 par un nouvel abandon (bris de suspension). Après avoir récupéré la voiture de son coéquipier Maurice Trintignant lors de la manche d'ouverture en Argentine, il parvient à remonter jusqu'à la troisième place, mais ce podium ne lui permet pas d'inscrire le moindre point compte tenu de la nouvelle réglementation sportive, destinée à dissuader les pilotes de se relayer au volant. Pour l'épreuve suivante à Monaco, Moss a su convaincre Walker de se porter acquéreur d'une nouvelle voiture : la Lotus 18, qui aux mains d'Innes Ireland a fait forte impression lors des premières épreuves de la saison. Dans les rues de la Principauté, il signe la pole et s'impose au nez et à la barbe des pilotes officiels pour offrir à Lotus son tout premier succès en championnat du monde. À Zandvoort, une belle mais frustrante quatrième place (acquise malgré un incident peu banal en début de course, un morceau de béton détaché par un concurrent est retombé sur une roue de sa Lotus et l'a contraint à observer une longue réparation) lui permet de rester bien placé dans la course au titre, mais il perd tout à Spa, où il est victime d'un grave accident consécutif à la perte d'une roue. Relevé avec de multiples fractures, Moss doit observer une convalescence de plusieurs semaines et donc faire l'impasse sur plusieurs courses du championnat, ce dont profite Brabham pour s'échapper et glaner un deuxième titre mondial. Moss effectue son retour à Oporto (où il est disqualifié pour avoir réalisé la même manœuvre que Hawthorn deux ans auparavant) puis s'impose facilement à Riverside, l'ultime manche du championnat, ce qui ne fait qu'attiser la sensation qu'il est une nouvelle fois passé à côté d'un titre mondial largement à sa portée. Sa sœur Pat remporte  Liège-Rome-Liège la même année, sur Austin Healey.
Pour la saison 1961, Stirling Moss n'apparaît pas en position de favori. Au handicap de ne pas évoluer au sein d'une équipe d'usine (il reste fidèle à la vieille Lotus 18 de l'équipe de Rob Walker, tandis que l'équipe officielle a sorti la plus moderne Lotus 21), s'ajoute une nouvelle réglementation technique qui semble taillée sur mesure pour Ferrari. Ce pronostic se vérifiera tout au long de la saison, largement dominée par les Ferrari de Wolfgang von Trips et Phil Hill. Mais sur les deux circuits de la saison où la puissance moteur n'est pas déterminante (Monaco et le Nürburgring), Stirling Moss ne laisse aucune chance à la concurrence et livre deux éblouissantes leçons de pilotage. Au volant d'une Cooper, il remporte également le BRDC International Trophy à Silverstone, une épreuve hors-championnat.

### 1962: l'accident de Goodwood
Alors qu'ils entretiennent des relations délicates depuis 1951 et un transfert avorté, Enzo Ferrari et Stirling Moss renouent contact lors de l'hiver 1961/1962. Ferrari a accepté de confier à Moss une Ferrari tout en lui permettant de conserver son indépendance vis-à-vis de la Scuderia : Moss continuera à rouler sous les couleurs du Rob Walker Racing, une faveur rare qui témoigne du respect du Commendatore pour l'Anglais. Avant le début du championnat du monde, Moss participe comme à son habitude à de multiples courses hors-championnat. Parmi celles-ci, le Glover Trophy, disputé le 15 avril 1962 sur le circuit de Goodwood, l'un de ses tracés favoris. Inscrit sur une Lotus 18/21 privée, Moss domine le début de course avant d'être longuement retardé par des ennuis mécaniques. Revenu en piste, il est sur le point de se dédoubler du leader Graham Hill lorsqu'il tire tout droit à l'entrée du virage de St-Mary et va s'écraser à haute vitesse contre le talus. Relevé inconscient avec de multiples fractures, il passe plusieurs semaines à l'hôpital avant de devoir entamer une douloureuse rééducation. Au printemps 1963, à Goodwood près d'un an après son accident, il retrouve le volant d'une voiture de course. Son objectif est de se tester, afin de savoir s'il peut reprendre sa carrière. Mais au bout d'une demi-heure, constatant son déficit de performance ainsi que son manque de sensation au volant (difficultés à se concentrer, absence d'automatisme dans les gestes), il préfère mettre un terme à sa carrière, estimant qu'il ne sera pas en mesure de retrouver son meilleur niveau. Cet épisode marquant de sa vie est évoqué dans un reportage de l'émission Les Coulisses de l'exploit où Moss parle également de sa rivalité avec Fangio.

### Après la course automobile

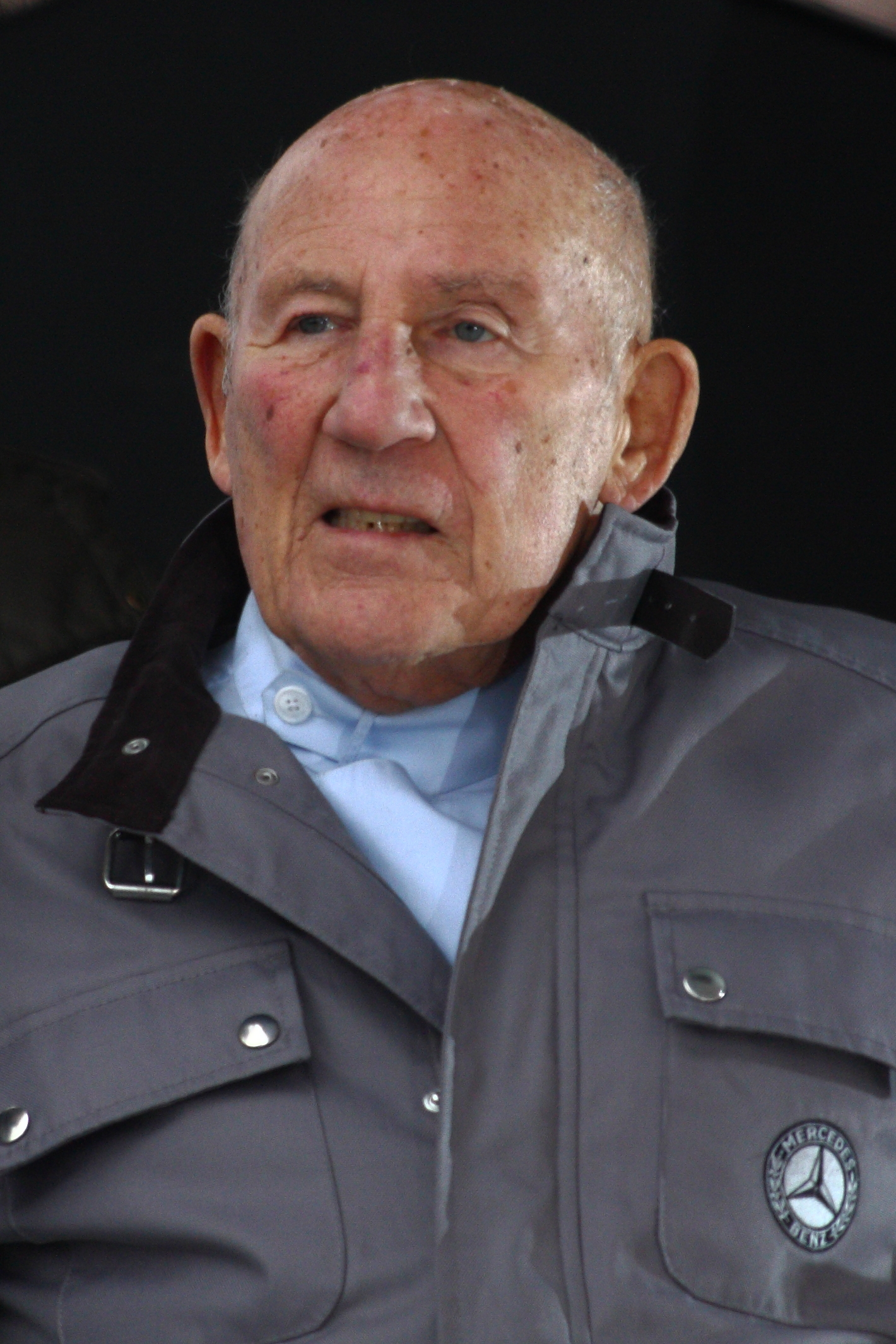
Stirling Moss en 2014.

Stirling Moss court pour le plaisir dans des courses historiques jusqu'en juin 2011 puis met un terme à son implication en sport automobile. 
Un temps commentateur de Grands Prix pour la chaîne ABC, il devient ensuite homme d’affaires et fait même de brèves apparitions au cinéma comme dans le film de James Bond Casino Royale. Il est fait officier de l'Ordre de l'Empire britannique en 1990.
Après la mort de Jack Brabham, le 19 mai 2014, il est le doyen des pilotes vainqueurs d'un Grand Prix du championnat du monde de Formule 1.
Fin 2016 et début 2017, il connaît d'importants problèmes de santé. Une grave infection pulmonaire l'oblige à passer plus d'une centaine de jours à l'hôpital, ce qui le conduit à se retirer de la vie publique début 2018.

### Décès
Le 12 avril 2020, Stirling Moss s'éteint dans la matinée à 90 ans. Son épouse Susie Moss annonce son décès à la presse en déclarant que son mari « était simplement fatigué par sa longue maladie, il a juste fermé ses beaux yeux et c'est tout ».

## Résultats en championnat du monde de Formule 1
- 66 Grands Prix disputés
- 16 victoires
- 24 podiums
- 16 pole positions
- 20 meilleurs tours en course
- 186,5 points marqués
- Vice-champion du monde en 1955, 1956, 1957 et 1958
- Sur les 21 pilotes (ayant disputé au moins 30 Grand Prix dans leur carrière) dont le pourcentage de victoires est supérieur à 10 %, Stirling Moss est le seul avec Tony Brooks à ne pas avoir obtenu le titre mondial.

| Saison | Écurie                                            | Châssis                                    | Moteur                            | Pneus              | GP disputés | Pole Positions | Victoires | Records du tour | Points inscrits | Classement |
| ------ | ------------------------------------------------- | ------------------------------------------ | --------------------------------- | ------------------ | ----------- | -------------- | --------- | --------------- | --------------- | ---------- |
| 1951   | HW Motors                                         | 51                                         | Alta L4                           | Dunlop             | 1           | 0              | 0         | 0               | 0               | n.c        |
| 1952   | HW Motors ERA ltd Connaught Engineering           | 52 G A                                     | Alta L4 Bristol L6 Lea Francis L4 | Dunlop             | 5           | 0              | 0         | 0               | 0               | n.c        |
| 1953   | Connaught Engineering Cooper Car Company          | A Special                                  | Lea Francis L4 Alta L4            | Dunlop             | 4           | 0              | 0         | 0               | 0               | n.c        |
| 1954   | Officine Alfieri Maserati Privé                   | 250F                                       | Maserati 6                        | Pirelli            | 6           | 0              | 0         | 1               | 4,14            | 12e        |
| 1955   | Daimler-Benz                                      | W196 W196s                                 | Mercedes L8                       | Continental        | 6           | 1              | 1         | 2               | 23              | 2e         |
| 1956   | Officine Alfieri Maserati                         | 250F                                       | Maserati L6                       | Pirelli            | 7           | 1              | 2         | 2               | 27              | 2e         |
| 1957   | Officine Alfieri Maserati Vandervell Products Ltd | 250F VW5                                   | Maserati L6 Vanwall L4            | Pirelli            | 6           | 2              | 3         | 3               | 25              | 2e         |
| 1958   | RRC Walker Racing Team Vandervell Products Ltd    | Cooper T43 VW5                             | Climax L4 Vanwall L4              | Continental Dunlop | 10          | 3              | 4         | 3               | 41              | 2e         |
| 1959   | RRC Walker Racing Team British Racing Partnership | Cooper T51 BRM P25                         | Climax L4 BRM L4                  | Dunlop             | 8           | 4              | 2         | 4               | 25,5            | 3e         |
| 1960   | RRC Walker Racing Team                            | Cooper T51 Lotus 18                        | Climax L4                         | Dunlop             | 5           | 4              | 2         | 2               | 19              | 3e         |
| 1961   | RRC Walker Racing Team                            | Lotus 18 Lotus 18-21 Lotus 21 Ferguson P99 | Climax L4                         | Dunlop             | 8           | 1              | 2         | 1               | 21              | 3e         |

## Victoires en championnat du monde de Formule 1
| #  | Année | Manche | Grand Prix      | Circuit      | Écurie                 | Voiture       |
| -- | ----- | ------ | --------------- | ------------ | ---------------------- | ------------- |
| 1  | 1955  | 06/07  | Grande-Bretagne | Aintree      | Mercedes               | Mercedes W196 |
| 2  | 1956  | 02/08  | Monaco          | Monaco       | Maserati               | Maserati 250F |
| 3  | 1956  | 08/08  | Italie          | Monza        | Maserati               | Maserati 250F |
| 4  | 1957  | 05/08  | Grande-Bretagne | Aintree      | Vanwall                | Vanwall VW5   |
| 5  | 1957  | 07/08  | Pescara         | Pescara      | Vanwall                | Vanwall VW5   |
| 6  | 1957  | 08/08  | Italie          | Monza        | Vanwall                | Vanwall VW5   |
| 7  | 1958  | 01/11  | Argentine       | Buenos Aires | Rob Walker Racing Team | Cooper T43    |
| 8  | 1958  | 03/11  | Pays-Bas        | Zandvoort    | Vanwall                | Vanwall VW5   |
| 9  | 1958  | 09/11  | Portugal        | Porto        | Vanwall                | Vanwall VW5   |
| 10 | 1958  | 11/11  | Maroc           | Casablanca   | Vanwall                | Vanwall VW5   |
| 11 | 1959  | 07/09  | Portugal        | Monsanto     | Rob Walker Racing Team | Cooper T51    |
| 12 | 1959  | 08/09  | Italie          | Monza        | Rob Walker Racing Team | Cooper T51    |
| 13 | 1960  | 02/10  | Monaco          | Monaco       | Rob Walker Racing Team | Lotus 18      |
| 14 | 1960  | 10/10  | États-Unis      | Riverside    | Rob Walker Racing Team | Lotus 18      |
| 15 | 1961  | 01/08  | Monaco          | Monaco       | Rob Walker Racing Team | Lotus 18      |
| 16 | 1961  | 06/08  | Allemagne       | Nürburgring  | Rob Walker Racing Team | Lotus 18-21   |

## Victoires en Grand Prix hors-championnat du monde de Formule 1
- Grand Prix automobile de Caen 1958 sur Cooper T45-Climax, pour le RRC Walker Racing Team.

## Victoires en championnat du monde de Voitures de Sport
| #  | Année | Épreuve                  | Manche | Écurie                    | Voiture                   | Coéquipier                                |
| -- | ----- | ------------------------ | ------ | ------------------------- | ------------------------- | ----------------------------------------- |
| 1  | 1954  | 12 Heures de Sebring     | 02/06  | Briggs Cunningham         | O.S.C.A. MT4              | Bill Lloyd                                |
| 2  | 1955  | Mille Miglia             | 03/06  | Daimler-Benz AG           | Mercedes-Benz 300 SLR     | Denis Jenkinson                           |
| 3  | 1955  | RAC Tourist Trophy       | 05/06  | Daimler-Benz AG           | Mercedes-Benz 300 SLR     | John Fitch                                |
| 4  | 1955  | Targa Florio             | 06/06  | Daimler-Benz AG           | Mercedes-Benz 300 SLR     | Peter Collins                             |
| 5  | 1956  | 1 000 km de Buenos Aires | 01/05  | Officine Alfieri Maserati | Maserati 300S             | Carlos Menditéguy                         |
| 6  | 1956  | 1000 km du Nürburgring   | 04/05  | Officine Alfieri Maserati | Maserati 300S             | Jean Behra, Piero Taruffi et Harry Schell |
| 7  | 1957  | 6 Heures de Kristenstad  | 06/07  | Officine Alfieri Maserati | Maserati 450S             | Jean Behra                                |
| 8  | 1958  | 1000 km du Nürburgring   | 04/06  | David Brown Limited       | Aston Martin DBR1         | Jack Brabham                              |
| 9  | 1958  | RAC Tourist Trophy       | 06/06  | David Brown Limited       | Aston Martin DBR1         | Tony Brooks                               |
| 10 | 1959  | 1000 km du Nürburgring   | 03/05  | David Brown Limited       | Aston Martin DBR1         | Jack Fairman                              |
| 11 | 1959  | RAC Tourist Trophy       | 05/05  | David Brown Limited       | Aston Martin DBR1         | Carroll Shelby et Jack Fairman            |
| 12 | 1960  | 1000 km du Nürburgring   | 04/05  | Camoradi                  | Maserati Birdcage Tipo 61 | Dan Gurney                                |

- Premier Champion d'Australie de voitures de sport (en) (Australian Tourist Trophy), en 1956 sur Maserati 300S.

## Autres victoires Sport notables (hors National)

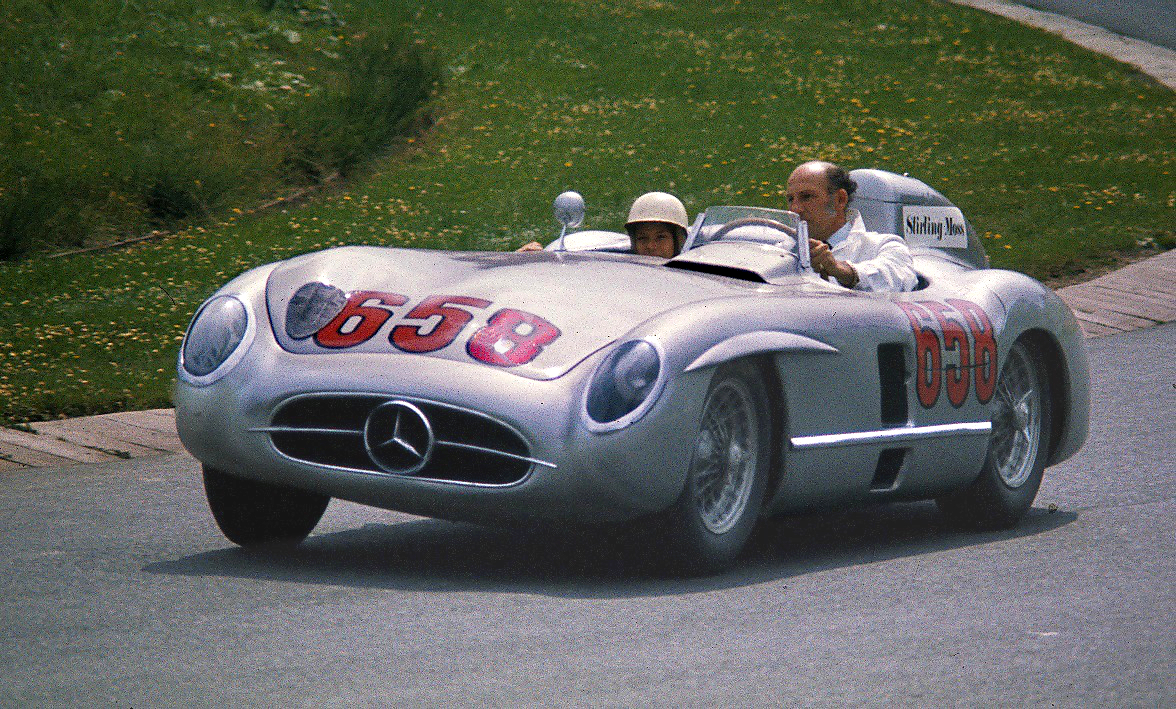
Stirling Moss en 1977 sur la Mercedes SLR dans une course « retro ».

- RAC Tourist Trophy (6) 1950 sur XK120S, 1951 sur XK120C, 1960 et 1961 sur Ferrari 250 GT ;
- British Empire Trophy (4, à Douglas) 1951 sur Frazer Nash Le Mans Replica, 1956 sur Cooper T39, 1958 sur Aston Martin DBR2, et 1961 sur Ferrari 250 GT ;
- Wakefield Trophy 1951 sur HWM (Formule Libre) ;
- Silverstone International Trophy (3) 1951 sur XK120 et 1952 sur C-Type, 1959 GT sur Aston Martin DB4 GT, 1961 sur Lotus 19 ;
- Grand Prix de Reims 1952 sur C-Type ;
- Boreham International 1952 sur C-Type ;
- 12 Heures de Reims 1953 (avec Peter Whitehead sur XK120C) ;
- Monsanto 1955 1.5L sur Porsche 550 ;
- Grand Prix d'Ardmore 1956 sur Porsche 550 ;
- Grand Prix de Silverstone 1956 sur Maserati 300S ;
- Grand Prix de Bari >3L 1956 sur Maserati 300S ;
- Grand Prix du Venezuela 1956 sur Maserati 300S ;
- Australian Tourist Trophy (Albert Park) 1956 sur Maserati 300S ;
- Nassau Trophy (4) 1956 (à Oakes Field) sur Maserati 300S, 1957 sur Ferrari 290 MM (avec le Memorial Trophy), 1960 et 1961 sur Ferrari 250 GT (et préliminaires 2 fois);
- Grand Prix de Cuba 1958 sur Ferrari 335 S, et 1961 sur Maserati Tipo 61;
- Vila Real 1958 sur Maserati 300S;
- Grand Prix de Silverstone 1958 sur Ister;
- Grand Prix de Rouen 1959 sur Maserati Tipo 60;
- Kanonloppet S (à Karlskoga) 1959 sur Cooper Monaco, et 1960 sur Lotus 19;
- Roskilde Ring >1.6L 1959 sur Cooper Monaco;
- Grand Prix de Watkins Glen 1959 sur Cooper T51 (championnat USAC Road Racing) ;
- Governor's Trophy >2L 1959 (à Oakes Field) sur Aston Martin DBR2 (et préliminaires 1 fois) ;
- Grand Prix International de Formule Libre de Watkins Glen 1960 sur Lotus ;
- Laguna Seca (2) 1960 et 1961 sur Lotus 19 (championnat USAC Road Racing) ;
- Grand Prix International de Formule Libre d'Afrique du Sud 1960 sur Porsche 718 RS 60 ;
- Player's Trophy 200 de Mosport 1961 sur Lotus 19 (championnat du Canda Sport).

## Résultats aux 24 Heures du Mans
| Année | Équipe                     | Voiture               | Équipiers          | Résultat           |
| ----- | -------------------------- | --------------------- | ------------------ | ------------------ |
| 1951  | S. Moss                    | Jaguar XK120 C        | Jack Fairman       | Abandon            |
| 1952  | P. Walker                  | Jaguar XK120 C        | Peter Walker       | Abandon            |
| 1953  | Jaguar Cars Ltd            | Jaguar XK120 C        | Peter Walker       | 2e                 |
| 1954  | Jaguar Cars Ltd            | Jaguar Type D         | Peter Walker       | Abandon            |
| 1955  | Daimler Benz AG            | Mercedes-Benz 300 SLR | Juan Manuel Fangio | Retrait volontaire |
| 1956  | Aston Martin Cars Ltd      | Aston Martin DB3S     | Peter Collins      | 2e                 |
| 1957  | Officine Alfieri Maserati  | Maserati 450S         | Harry Schell       | Abandon            |
| 1958  | David Brown Racing Dept    | Aston Martin DBR1     | Jack Brabham       | Abandon            |
| 1959  | David Brown Racing Dept    | Aston Martin DBR1     | Jack Fairman       | Abandon            |
| 1961  | North American Racing Team | Ferrari 250 GT        | Graham Hill        | Abandon            |

## Épreuves nationales
- 1949 : Goodwood Easter course 2 FL;
- 1950 : Castle Combe 2L;
- 1951 : Goodwood September S (C-Type);
- 1952 : Turnberry >1.5L;
- 1956 : Goodwood Easter >1.5L, Crystal Palace >1.5L, Oulton Park >1.5L et 1.5L;
- 1958 : Sussex Trophy (à Goodwood);
- 1960 : Fordwater Trophy (à Goodwood);
- 1960 : Redex Trophy (à Brands Hatch);
- 1960 : Bank Holiday Brands;
- 1961 : Sussex Trophy (à Goodwood), Aintree 200, Peco Trophy.

## Reconnaissance
- Segrave Trophy en 1957 et 2005 ;
- Mercedes a baptisé en son honneur une édition spéciale de sa supercar SLR : la SLR Stirling Moss[7].
- Officier de l'Ordre de l'Empire britannique